# 班日
班日（法語：Binges，法語發音：[bɛ̃ʒ]）是法国科多尔省的一个市镇，属于第戎区。

## 地理
班日（47°19'46"N, 5°16'2"E）面积17.66 平方千米，位于法国勃艮第-弗朗什-孔泰大區科多尔省，该省份为法国中东部省份，北起奥布省，西接涅夫勒省和约讷省，南至索恩-卢瓦尔省，东南接汝拉省，东临上索恩省，东北部与上马恩省接壤。
与班日接壤的市镇（或旧市镇、城区）包括：贝勒讷沃、蒂耶河畔勒米伊、泰勒塞、特罗谢尔、蒂耶河畔阿尔克、锡雷莱蓬塔耶、埃特沃。

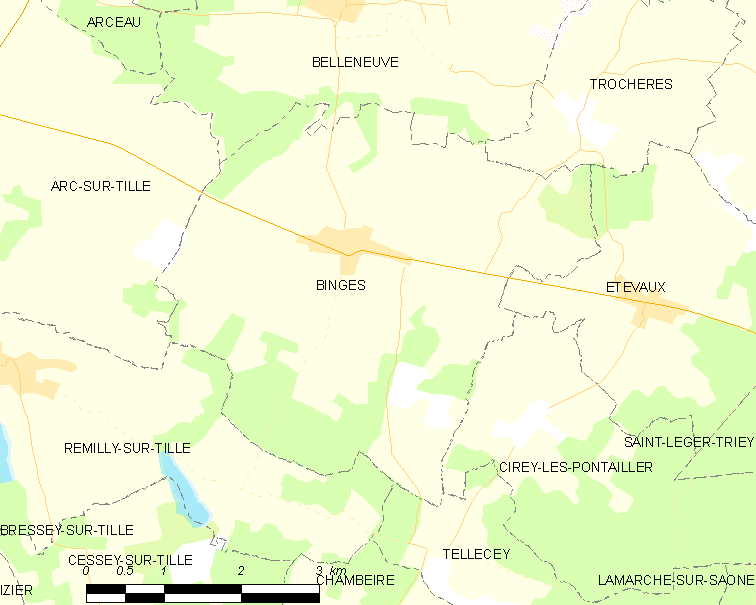
班日的OSM定位图

班日的时区为UTC+01:00、UTC+02:00（夏令时）。

## 行政
班日的邮政编码为21270，INSEE市镇编码为21076。

## 政治
班日所属的省级选区为欧克索讷县。

## 人口

1962-2008年间班日人口变化图示

班日于2022年1月1日时的人口数量为865人。